# Plain Dealing
Plain Dealing – miasto w Stanach Zjednoczonych, w stanie Luizjana, w parafii Bossier.